# کریستف کاپل
کریستف کاپل (فرانسوی: Christophe Capelle‎؛ زادهٔ ۱۵ اوت ۱۹۶۷) دوچرخه‌سوار اهل فرانسه است.